# Helianthemum rosmarinifolium
Helianthemum rosmarinifolium là một loài thực vật có hoa trong họ Nham mân khôi. Loài này được Pursh mô tả khoa học đầu tiên năm 1813.